# Martin Holzfuss
Martin Holzfuss (ur. 24 grudnia 1925 w Bielkowie, zm. 7 maja 2012) – niemiecki wojskowy i polityk, generał, poseł do Parlamentu Europejskiego III kadencji.

## Życiorys
Pod koniec II wojny światowej był żołnierzem Wehrmachtu. Pracował następnie jako urzędnik administracji cywilnej obsługującej armię amerykańską. Kształcił się w szkołach wojskowych w Niemczech i USA, ukończył m.in. NATO Defense College. Dołączył do Bundeswehry jako zawodowy oficer, był m.in. komendantem jednego z okręgów wojskowych. W stan spoczynku przeszedł w pierwszym stopniu generalskim (generalmajor).
W 1948 zakładał struktury Wolnej Partii Demokratycznej w Hesji. W 1954 po raz pierwszy został radnym powiatowym, członkiem rady powiatu Wetterau był również od 2009. W latach 1989–1994 sprawował mandat eurodeputowanego III kadencji. Był członkiem frakcji liberalnej, pełnił funkcję wiceprzewodniczącego Komisji ds. Kontroli Budżetu.